# Rock in Rio IV
A quarta edição do Rock in Rio foi realizada nos dias 23, 24, 25, 29 e 30 de setembro e nos dias 1 e 2 de outubro de 2011, no que viria a ser o Parque Olímpico Cidade do Rock, na Avenida Salvador Allende, Barra da Tijuca, no Rio de Janeiro. A instalação é localizada próxima da antiga Cidade do Rock, fechada para ser construída a Vila Olímpica para os Jogos Olímpicos de Verão de 2016. Inicialmente planejado para 2014, coincidindo com a Copa do Mundo FIFA de 2014, que foi realizada no Brasil no mesmo ano, o festival foi antecipado em três anos, a pedido da prefeitura do Rio de Janeiro.
O festival teve 100 mil espectadores diários ao longo dos seus sete dias. Três palcos foram utilizados: o Palco Mundo, para atrações principais; o Palco Sunset, para atrações secundárias, normalmente colaborações entre dois artistas, brasileiros ou não; e um palco de música eletrônica. Além disso, ocorriam apresentações ao vivo na Rock Street, uma rua repleta de lojas, restaurantes e bares inspirada em Nova Orleães. Os dois shows principais do último dia do festival, Guns N' Roses e System of a Down, entraram após uma pesquisa no site do Rock in Rio. A banda de punk rock Waso 77 também marcou presença. A banda Maroon 5 entrou no lugar do rapper Jay-Z, após este desistir de seu show por motivos pessoais. Apesar do Rock in Rio tornar-se conhecido no mundo como um sinônimo de festival de música, e não um nome que faça referência a um estilo ou local específicos, o evento sofreu duras críticas pela participação de artistas do cenário pop e do axé em um evento de rock, como Claudia Leitte, Ivete Sangalo, Katy Perry, Kesha e Rihanna, mas foi também bastante aclamado, principalmente nos shows das bandas Capital Inicial, Coldplay, Evanescence, Guns N' Roses, Metallica, Motörhead, Red Hot Chili Peppers, Skank, Slipknot, Stone Sour e System of a Down.
Em 2012, sete shows do Rock in Rio IV foram lançados em CD e DVD pela MZA Music, são eles: Capital Inicial, Jota Quest, Frejat, Skank, Detonautas Roque Clube e Legião Urbana com a participação da Orquestra Sinfônica Brasileira, todas no Palco Mundo, além do encontro dos Titãs com os Xutos & Pontapés no Palco Sunset. Já no ano seguinte, também foi lançado o CD e o DVD do encontro entre a banda de reggae Cidade Negra, o rapper Emicida e o cantor Martinho da Vila, além de uma coletânea intitulada O Melhor do Rock in Rio, contendo vários shows do evento.

## Line-up
| Palco Mundo                                                                                           | Palco Sunset |
| Sexta-feira, 23 de setembro                                                                           | Sexta-feira, 23 de setembro |
| --- | --- |
| - Rihanna - Elton John - Katy Perry - Claudia Leitte - Abertura                                       | - The Asteroids Galaxy Tour & The Gift - Bebel Gilberto & Sandra de Sá - Ed Motta, Rui Veloso & Andreas Kisser - Móveis Coloniais de Acaju, Orkestra Rumpilezz & Mariana Aydar    |
| Sábado, 24 de setembro                                                                                | |
| - Red Hot Chili Peppers - Snow Patrol - Capital Inicial - Stone Sour - NX Zero                        | - Mike Patton, Mondo Cane & Orquestra Sinfônica Heliópolis - Milton Nascimento & Esperanza Spalding - Tulipa Ruiz & Nação Zumbi - Marcelo Yuka, Cibelle, Karina Buhr & Amora Pêra |
| Domingo, 25 de setembro                                                                               | |
| - Metallica - Slipknot - Motörhead - Coheed and Cambria - Gloria                                      | - Sepultura & Les Tambours du Bronx - Angra & Tarja Turunen - Korzus & The Punk Metal Allstars - Matanza & BNegão                                                                 |
| Quinta-feira, 29 de setembro                                                                          | |
| - Stevie Wonder - Jamiroquai - Kesha - Janelle Monáe - Legião Urbana & Orquestra Sinfônica Brasileira | - Baile do Simonal, Diogo Nogueira & Davi Moraes - Ivo Meirelles - Joss Stone - Afrika Bambaataa, Paula Lima & Boss AC - Marcelo Jeneci & Curumin                                 |
| Sexta-feira, 30 de setembro                                                                           | |
| - Shakira - Lenny Kravitz - Ivete Sangalo - Jota Quest - Marcelo D2 - Arsenic                         | - Monobloco & Macaco - Cidade Negra, Martinho da Vila & Emicida - João Donato & Céu - Buraka Som Sistema & Mixhell                                                                |
| Sábado, 1 de outubro                                                                                  | |
| - Coldplay - Maroon 5 - Maná - Skank - Frejat                                                         | - F292 - Erasmo Carlos & Arnaldo Antunes - Zeca Baleiro & Lukua Kanza - Tiê & Jorge Drexler - Cidadão Instigado & Júpiter Maçã                                                    |
| Domingo, 2 de outubro                                                                                 | |
| - Guns N' Roses - System of a Down - Evanescence - Pitty - Detonautas Roque Clube                     | - Banda Faluja - Titãs & Xutos & Pontapés - Marcelo Camelo & The Growlers - Os Mutantes & Tom Zé - The Monomes & David Fonseca                                                    |